# 剡溪
剡溪是一條位於浙江省嵊縣南的河流，為曹娥江的上游。有二源，一出天台縣，一出武義縣。剡為漢朝縣名，屬會稽。

## 文化
- 王子猷曾訪戴安道於至，至門未相見而返。

《語林》曰：王子猷居山陰，大雪夜，眠覺，開室酌酒，四望皎然，因起徬徨，詠左思招隱詩，忽憶戴安道，時戴在剡溪，即便夜乘輕舩就戴，經宿方至，既造門，不前便返，人問其故。王曰：吾本乘興而行，興盡而返，何必見戴。
- 李白 <夢遊天姥吟留別 / 別東魯諸公>：湖月照我影，送我至剡溪。

## 延伸阅读
[在维基数据编辑]
 《欽定古今圖書集成·方輿彙編·山川典·剡溪部》，出自陈梦雷《古今圖書集成》